# リゴドン
リゴドン（リゴードン、仏：Rigaudon）は、南フランスのプロヴァンス地方を起源とする舞曲。4分の2または4分の4拍子で、快活なテンポで演奏される。バロック時代の組曲の中に用いられていることが多い。

## 主な作品
- ラヴェル：組曲『クープランの墓』 －第4曲目。
- グリーグ：組曲『ホルベアの時代から』－第5曲目。